# Motivi aggiunti
I motivi aggiunti, nel processo amministrativo italiano, sono i motivi di doglianza introdotti nel giudizio dopo il ricorso introduttivo; l'istituto è disciplinato dall'art. 43 del codice del processo amministrativo.

## Definizione
Il ricorso per motivi aggiunti è un istituto di origine giurisprudenziale, non previsto quindi originariamente dal legislatore. Il motivo che ha spinto la giurisprudenza all'introduzione di questo istituto è essenzialmente quello di temperare il principio dell'oggetto rigido presente nel processo amministrativo: se questo principio fosse applicato letteralmente, non permetterebbe al privato di introdurre nuove censure allorquando la pubblica amministrazione produca nuovo materiale documentale, da cui emergano ulteriori vizi dell'atto impugnato o profili di illegittimità di atti ad esso connessi ed incidenti sulla situazione giuridica fatta valere con la proposizione del ricorso principale.

## Requisiti
I requisiti perché si possa esperire il ricorso per motivi aggiunti sono essenzialmente due:
- che il privato non conoscesse gli atti censurati fin dal momento della proposizione del ricorso introduttivo a causa di un comportamento dell'amministrazione;
- che il ricorso sia diretto ad impugnare il medesimo provvedimento dedotto con il ricorso introduttivo, o un provvedimento ad esso connesso.

Già con la l.n. 205/2000 era stata prevista la possibilità di integrare la domanda principale allorché, nel corso del giudizio, l'amministrazione emani un nuovo provvedimento destinato ad incidere sulla situazione giuridica fatta valere con il ricorso principale. Ma la possibilità di impugnare i provvedimenti sopravvenuti nelle more del giudizio era subordinata alla sussistenza di una connessione oggettiva (tra i provvedimenti) e soggettiva (circostanza che gli atti siano emanati dalla stessa Amministrazione). Tali inconvenienti sono stati opportunamente eliminati dal Codice del processo amministrativo (D. Lgs. 2 luglio 2010 n. 104), che al primo comma dell'art. 43 ammette che "i ricorrenti, principale e incidentale, possono introdurre con motivi aggiunti nuove ragioni a sostegno delle domande già proposte, ovvero domande nuove purché connesse a quelle già proposte". Tale formulazione, volutamente generica, è idonea a ricomprendere tipologie di connessione tra atti molto diverse, come ad es. il collegamento tra atti del medesimo procedimento, tra atto presupposto ed atto consequenziale, tra regolamento ed atto applicativo.
A rafforzare la finalità di concentrazione processuale, propria dell'istituto in parola, contribuisce il co. 3 dell'art. 43 c.p.a. il quale impone al giudice di riunire tutti i ricorsi separati, presentati davanti allo stesso tribunale, con i quali siano state proposte le domande nuove di cui al primo comma.

## Formalità
I motivi aggiunti si propongono con ricorso contenente, oltre ai requisiti previsti dall'art. 40 c.p.a., anche l'indicazione degli estremi del giudizio nel quale si inserisce. Esso va presentato entro lo stesso termine previsto per la proposizione del ricorso principale, dovendo essere notificato all'amministrazione ed agli eventuali controinteressati entro sessanta giorni dalla avvenuta conoscenza del documento nuovo o dell'adozione del nuovo provvedimento.